# Åke Brandel
Sven Åke Brandel, född den 16 september 1923  i Stockholm, död den 26 oktober 2001 på Lidingö, var en svensk musikskriftställare. Han var son till professor Sven Brandel. 
Brandel, som var elev till Rut Jacobson (på piano) samt till Sven E. Svensson och Ingemar Liljefors (i musikteori),  avlade studentexamen 1942 och filosofie kandidatexamen vid Stockholms universitet 1949, varefter han studerade musikvetenskap för Carl-Allan Moberg vid Uppsala universitet. Han blev fänrik i trängtruppernas reserv 1945, löjtnant 1951 och kapten 1960. Brandel var medlem i redaktionen för Sohlmans musiklexikon 1948–1953, för musiklexikonet Tonkonsten 1953–1957, musikredaktör för Bonniers lexikon 1957–1963, musikkritiker i Morgon-Tidningen 1949–1958 och i Aftonbladet 1961–1988, redaktör för Musikrevy 1955–1960, programkommentator hos Stockholms konsertförening 1957–1961, sekreterare i Svenska samfundet för musikforskning 1957–1959, expert i Konsertbyråutredningens fonogramutredning 1967 och jurymedlem för Grammis 1969–1970.